# 奏谷ひろみ
奏谷 ひろみ（かなや ひろみ、1976年8月14日  - 2021年1月29日）は、日本の女優。本名・樋口 裕美。旧姓名・河田 裕美。身長162cm。
北海道出身。スカイコーポレーションを経て、ケイエムシネマ企画に所属していた。
特技は、太鼓、スキー、トランペット。
2021年1月29日、急性白血病により東京都内の病院で死去。

## 出演

### 映画
- 恋は舞い降りた。（1997年）
- 惚れたらあかん 代紋の掟（1999年） - 植林ナナ
- 黒い家（1999年）
- 平成金融道 マルヒの女（2000年） - 山川道代
- 富江 replay（2000年）
- 東京ゴミ女（2001年）
- けものがれ、俺らの猿と（2001年）
- 純愛譜（2001年）
- ショコキ!（2001年） - 報道レポーター
- ピストルオペラ（2001年）
- みすゞ（2001年） - 大島チクサ
- とらばいゆ（2001年）
- GUN CRAZY Episode-2「裏切りの挽歌」BEYOND THE LAW（2002年）
- およう（2002年） - 文
- 模倣犯（2002年） - 殺される女
- 異形ノ恋（2002年）
- シベリア超特急3（2003年）
- ラヴァーズ・キス（2003年）
- 近未来蟹工船 レプリカント・ジョー（2003年）
- 鏡の女たち（2003年）
- 六月の蛇（2003年） - ホステス
- ハードラックヒーロー（2003年）
- 楳図かずお恐怖劇場 絶食（2005年）
- デスノート（2006年）
- クール・ディメンション（2006年）
- パッチギ! LOVE&PEACE（2007年）
- これでいいのだ!!映画★赤塚不二夫（2011年）
- ツレがうつになりまして。（2011年）
- HOME 愛しの座敷わらし（2012年）
- 真四谷怪談（2014年）

### テレビドラマ
- 金曜エンタテイメント
  - 女弁護士水島由里子の危険な事件ファイルNo.3（1999年）
  - 年の差カップル刑事3（2004年）
- 相棒（テレビ朝日）
  - pre season 第2話「恐怖の切り裂き魔連続殺人！」（2001年1月27日） - 箕浦喜久子 役
  - season2 第12話「クイズ王」（2004年1月14日） - 佐々木佳枝 役
  - season8 第2話「さよならバードランド」（2009年10月21日） - 三井（CMプランナー経理） 役
- 土曜ワイド劇場
  - 実況中継された連続殺人!覗く女（2002年）
  - 混浴露天風呂連続殺人22（2002年）
  - 新・警視庁女性捜査班2（2007年） - 黒塚かおり
- 嫁はミツボシ。 第1話「ビューティフルワイフ」（2001年）
- 月曜ミステリー劇場
  - ホステス探偵危機一髪3（2001年）
  - 110番通信指令官 秋月翔子（2005年）
- フレーフレー人生!（2001年）
  - 第1話「私、生まれ変わる」
  - 第5話「ニセ母暴露・別離」
- ウソコイ 第1話「月よりの使者」（2001年）
- 女と愛とミステリー
  - 愛するあまり…（2001年）
  - 密会の宿（2003年 - 2009年） - 小原敏子
  - 森村誠一サスペンスシリーズ / 捜査線上のアリア（2003年）
- ウルトラシリーズ
  - ウルトラマンコスモス 第35話「魔法の石」（2002年） - 早紀
  - ウルトラQ dark fantasy 第10話「送り火」（2004年） - 看護婦
  - ウルトラマンメビウス 第41話「思い出の先生」（2007年） - ファッション
  - ウルトラゾーン 第18話「メフィラスの食卓 後編」（2012年） - 母親
- 新宿鮫 氷舞（2002年）
- 火曜サスペンス劇場
  - 身辺警護10（2002年）
  - 眠らない電話（2003年）
- 女将になります! 第23話（2003年）
- 連続テレビ小説
  - 天花（2004年）
  - 純情きらり（2006年）
  - つばさ（2009年）
- 悲しみを勇気にかえて（2005年）
- 恋のから騒ぎドラマスペシャル〜Love StoriesII〜（2005年）
- ザ・ボディガード（2005年）
- 一週間賃貸集合住宅物語（2005 年 NETCINEMA.TV）
- 新・風のロンド（2006年）
- 夜王 〜YAOH〜 第8話「ホストの掟! 恋愛禁止…」（2006年）
- 生物彗星WoO 第1話「あいつが宇宙から落ちてきた!」、第2話「わたし殺される!」（2006年） - アナウンサー
- がきんちょ〜リターン・キッズ〜 第1話「落ちて来た花嫁」（2006年）
- 火曜ドラマゴールド / カリスマ占い師殺人鑑定（2006年）
- おかわり飯蔵（2007年） - 橘薫
- 金曜プレステージ / 会いたかった 〜向井亜紀・代理母出産という選択〜（2007年）
- のぞき屋 第7 - 9話（2007年） - 鈴木政美
- 水曜ミステリー9 / 刑事の証明1（2008年）
- 非婚同盟（2009年） - 沢木涼香
- 特上カバチ!!（2010年） - ルミ
- 連続ドラマW / 幻夜 第3話「過去からの使者」（2010年）
- 港古志郎警視 第2話「躓いた男と女」（2011年）
- 土曜プレミアム / 突入!福島原発に挑んだ男たち（2013年）
- 特捜9（2018年） - 和田君代
- 絶対零度〜未然犯罪潜入捜査〜（2018年） - 森岡幸子

### テレビ番組
- 特選!美食の温泉宿 - リポーター

### Vシネマ
- EKOEKO AZARAK エコエコアザラク（2001年） - 看護婦
- ハッピーマンゴー（2010年、オルスタックソフト） - 島出留美

### 舞台
- くるぶし ※原案も担当
- φ
- ラフカット97
- 良縁・奇縁・腐れ縁

### CM
- ジャニス工業